# ヒルマン・アベンジャー
アベンジャー（Hillman Avenger ）は、クライスラー（現・ステランティス）の欧州部門であるクライスラー・ヨーロッパが開発し、ヒルマン、クライスラー、タルボの各ブランドにおいて1970年から1981年まで販売されたコンパクトカーである。
当初はヒルマン、1976年以降はクライスラー、1979年以降はタルボと、モデルライフを通して3つの異なるブランドを冠して販売された。

## 概要
アベンジャーはヒルマンを擁していたルーツ・グループが1967年にクライスラーに買収されて以来、初となる新型車であった。スタイリングは当時のアメリカ車の流行を取り入れたコークボトルラインのセミ・ファストバックであったが、機構は保守的で、新設計ながら1,250ccまたは1,500ccの直列4気筒OHVエンジンに4速MTのみの組み合わせ、サスペンションは後輪リジッドアクスルを採用していた。なお、プラスチック製フロントグリルを初めて採用した英国車でもある。
生産は、当初はイングランドのライトンにある旧ルーツ・グループの工場が担当、後にスコットランド・グラスゴー近郊のリンウッド工場に移管された。
旧ルーツ・グループの各車種とは異なり、シンガー・サンビーム・ハンバーなどのバッジエンジニアリングモデルは作られず、ヒルマンブランドのみで販売された。
発売当初のジャーナリズムの評価は良好で、優れた操縦性と走行性能を持っていると評価され、翌1971年に登場したライバルのモーリス・マリーナなどよりも優れていると評された。

## 歴史

### ヒルマン・アベンジャー（1970年 - 1976年）
当初は4ドアセダンのみが用意され、下位からDL、スーパー、GLのグレードが用意された。DLとスーパーは1,250ccと1,500ccエンジンが選択可能だったが、GLには1,500ccのみが用意された。DLは床はゴムマット、スピードメーターも寒暖計式のシンプルなものであったが、スーパーではフロアカーペット、ドアのアームレスト、2連式ホーンや後退灯が装備される。GLは標準の角型2灯に対し丸型4灯式のヘッドライト、2速式ワイパー、室内からのボンネットレリース、ナイロン製生地（イギリス車では初採用）のリクライニングシート、丸型メーターが装備される上級グレードである。
アベンジャーがフォード・エスコートやボクスホール・ヴィヴァと共に堅調な売れ行きを示すと、クライスラーはアベンジャーを世界戦略車に仕立てることを企図した。これを受けて1971年よりプリムス・クリケットとして対米輸出を開始したが、錆の発生や故障の多さ、さらに第一次オイルショック前で小型車の需要がまだ高まっていない時期であったため、2年足らずで撤退に追い込まれた。なお、同じ1971年からはダッジ・コルト（三菱・ギャラン）も輸出されたが、こちらは成功を収めている。

#### マイナーチェンジ
1970年10月にはGTが追加された。エンジンはツインキャブ化され、ボディにはストライプが施された。また1,500ccの全グレードで、それまでの4速MTに加えて3速ATも選択可能となった。
1972年2月には社用車向けのスタンダードタイプが追加された。DLの装備をさらに簡略化したもので、サンバイザーは省略され、ヒーターブロワーはON/OFFのみで風量調節不可というものであった。
同年3月にはDLとスーパーに5ドアワゴンを追加。また、かつての高性能スポーツカーであるサンビーム・タイガーの名前を受け継ぐハイパフォーマンスモデル「アベンジャー・タイガー」が発表された。専用のシリンダーヘッド、ウエバー製ツインキャブ、圧縮比9.4:1などのチューンを施し、最高出力は92.5馬力(DIN)/6,100rpmを発生、サスペンションも強化されていた。オレンジの塗装、ボンネットのパワーバルジ、専用ストライプが特徴で、0-60マイル加速8.9秒、最高速度174km/hというパフォーマンスを発揮し、ライバルのフォード・エスコート・メキシコ以上の性能を誇っていた。同年10月までに約200台が生産された。
10月にはGTの上位グレードとなるGLSが追加された。専用のスポーツホイールとレザートップが外観上の特徴である。同時にタイガーが正式モデル（マーク2）となり、ヘッドライトは丸型4灯化され、パワーバルジは省略、ホイールやシートも一新された。ボディカラーには赤色が追加され、約400台が生産された。
1973年3月には2ドアモデルを追加。同年10月には排気量が拡大され、1,250ccは1,300ccに、1,500ccは1,600ccとなった。同時に、GLとGTの1,300ccモデル及び2ドアモデルが追加された。

### クライスラー・アベンジャー（1976年 - 1979年）
ヒルマンブランドの廃止に伴い、1976年にはクライスラーブランドに変更された。フロントフェイスはアルパイン（シムカ・1307/1308）風のデザインとなり、ダッシュボードやセダンモデルのテールランプなども一新された。また、給油口がボディ後部から右側に移設された。グレード体系はLS、GL（旧スーパー）、GLSに整理された。
1977年にはアベンジャーをベースとした3ドアハッチバック車「サンビーム」と、前輪駆動の新型車「ホライゾン」の2車種が登場したが、アベンジャーの生産も継続された。

### タルボ・アベンジャー（1979年 - 1981年）
1978年にクライスラー・ヨーロッパを買収したPSA・プジョーシトロエンは、旧クライスラー・ヨーロッパの車種のブランドを「タルボ」に統一することとし、本車もタルボ・アベンジャーと改名した。しかし、タルボエンブレムへの変更は行われずに、クライスラーのペンタスターエンブレムのままで販売されていた。その後、リンウッド工場が閉鎖された1981年に生産終了となった。

## 他国での販売
アベンジャーは欧州諸国やアメリカへ輸出され、アメリカではプリムス・クリケットとして、フランスではサンビーム・1250/1500として、その他の欧州諸国ではサンビーム・アベンジャーとして販売された。
また現地での生産も行われ、南アフリカではプジョーエンジンを搭載して「ダッジ」として、ニュージーランド、 デンマーク、アルゼンチン、ブラジルでも「ダッジ」としてそれぞれ販売していた。中でもアルゼンチンでは1982年以降、現地工場を買収したフォルクスワーゲンブランドで1988年まで生産が続行されていた。また、イランでもノックダウン生産された。
なお、日本では総代理店伊藤忠オートが1970年に撤退したため、輸入されなかった。